# Jessica Pratt
Jessica Pratt (Bristol, 20 de junio de 1979) es una cantante de ópera australiana nacida en Inglaterra, cuyo tipo de voz es soprano de coloratura. The New York Times la describe como una soprano de sonido brillante, libre y con facilidad para las notas altas, ágil y fluida coloratura y gracia lírica. En mayo de 2013, recibió el prestigioso premio internacional para sopranos de coloratura Siola d'oro y en 2016, el International Opera Awards "Stella della Lirica" como Mejor Soprano. 

## Trayectoria
En su infancia, se mudó con su familia a Australia, donde estudió trompeta y posteriormente, canto, alentada por su madre artista y su padre que era tenor. En 2003, ganó el Concurso Australiano de Canto y en 2005, se trasladó a Italia, invitada por Gianluigi Gelmetti, para estudiar en el Teatro de la Ópera de Roma. Durante su estancia en esta ciudad, también recibió clases de Renata Scotto en la Academia Nacional de Santa Cecilia. Al año siguiente, se estableció en Milán donde comenzó su formación con Lella Cuberli,
En 2007, debutó el rol protagonista de Lucia de Lamermoor en Pavia y a partir de ese momento, su carrera fue en ascenso. Representó este papel en varias ciudades italianas. Su segundo papel fue Desdémona en la ópera Otello en julio de 2008 en el festival de ópera bel canto Rossini in Wildbad. En octubre, debutó el papel de Elvira de Los puritanos de Escocia, en el teatro Gaettano Donizetti de Bérgamo.
Pisó por primera vez las tablas del Teatro de La Scala en 2009 con un montaje de Le convenienze ed inconvenienze teatrali de Donizetti, dirigida por Marco Guidarini.. Ese mismo año, había debutado Rigoletto en el Teatro Sociale di Como. También fue en este teatro donde representó por primera vez, en octubre de 2010, uno de sus papeles más solicitados, el de Amina de La sonámbula. En 2012, apareció en la transmisión televisiva internacional del concierto de Año Nuevo de La Fenice, aunque el año anterior ya había subido a su escena con Lucia de Lammermoor. En 2016, debutó en el Gran Teatro del Liceo de Barcelona como Desdémona en el Otello de Rossini y en la ABAO de Bilbao La sonnambula, En 2016, debutó en el Metropolitan Opera House como la Reina de la Noche de La flauta mágica. En 2016, participó en la producción de Los Puritanos del Teatro Real de Madrid, que se llevó al Festival de Ópera de Savonlinna, al que este teatro acudió como invitado especial de las celebraciones para conmemorar los cien años de la independencia y nacimiento de la República de Finlandia, sin embargo, no pisó el escenario madrileño hasta diciembre de 2022 como Amina de La sonámbula. En 2018, realizó una representación especial en concierto de Lucia di Lammermoor, dirigida por Roberto Abbado el 12 de septiembre para la conmemoración de los cuarenta años de la muerte de Maria Callas, para abrir la temporada del Teatro de los Campos Elíseos de París. Fue en 2018, cuando cantó un papel protagonista en el Metropolitan Opera House, Lucia di Lammermoor.
Es especialista en repertorio belcantista, Acude de manera habitual al Rossini Opera Festival de Pésaro. Entre sus papeles más aclamados están la ya citada Lucia Ashton de Lucia di Lammermoor, Elvira de Los puritanos de Escocia y Amina de La sonámbula. Así como el papel protagonista de Armida, Rossina en El barbero de Sevilla, Adèle en El conde Ory, Amenaide en Tancredi o Matilde en Guillermo Tell. También ha debutado otros roles como Linda di Chamounix, Marie en La hija del regimiento , Violetta en La traviata, Gilda en Rigoletto, Donna Anna de Don Giovanni.
Además de la famosas óperas citadas, ha debutado otras que no se representan con frecuencia en los teatros como Adelaide di Borgogna en 2011, en el Rossini Opera Festival, espacio al que, al año siguiente, volvió con Ciro en Babilonia tras haberla representado en Caramoor Summer Music Festival. En 2013, subió a la escena del Teatro de San Carlos de Nápoles con Demetrio y Pollibio y, posteriormente en el año 2019, a la del Rossini Opera Festival. Debutó en versión concierto Rosmonda d'Inghilterra en octubre de 2016, en el festival Maggio Musicale Fiorentino y, al mes siguiente, la cantó en formato ópera en el teatro Gaettano Donizetti de Bérgamo.
Ha actuado en los más importantes teatros y festivales del mundo. Además de los ya citados, ha actuado en Ópera Estatal de Viena, Arena de Verona, Orquesta Filarmónica de Los Ángeles, Ópera de Sídney, Royal Opera House, Ópera Estatal de Hamburgo.
Ha trabajado con directores de la talla de Carlo Rizzi, Daniel Oren, Kent Nagano, Donato Renzetti, Wayne Marshall, Christian Thielemann, David Parry, Vladimir Ashkenazy, Nello Santi,Ivor Bolton, Gustavo Dudamel, Gianandrea Noseda, Riccardo Frizza, Daniele Gatti, Fabio Luisi, Marc Minkowski, Ramón Tebar que la dirigió en su debut del rol de Adina, de El elixir de amor, en el Gran Teatro del Liceo, con dirección de escena de Mario Gas o Miquel Ortega.
Sensibilizada con los animales abandonados, todos sus perros y gatos han procedido de la calle. Colaboró con el escritor Mauro Neri en el cuento  Un palcoscenico per due. La storia di Jessica e Fede, ovvero di una cantante soprano e del suo cagnolino da "seconda chance"  que cuenta la historia de Fede, un perro maltratado y abandonado que fue adoptado por Pratt y trata de transmitir valores de buen trato a los animales y pasión por la ópera.

## Reconocimientos
- En 2003, ganó el concurso de canto australiano que la llevó a Europa.[5][37]

- En mayo de 2013, recibió el premio italiano La Siola d'Oro para sopranos de coloratura en honor a la soprano italiana Lina Pagliughi (1907-1980).[38][39][40]
- En septiembre de 2016, fue galardonada con el International Opera Awards "Stella della Lirica" como Mejor Soprano del año.[41][42]